# Uromycladium acaciae
Uromycladium acaciae är en svampart som först beskrevs av Mordecai Cubitt Cooke, och fick sitt nu gällande namn av P. Syd. & Syd. 1914. Uromycladium acaciae ingår i släktet Uromycladium och familjen Pileolariaceae.   Inga underarter finns listade i Catalogue of Life.